# Heteroppia orthodactyla
Heteroppia orthodactyla är en kvalsterart som först beskrevs av Rainer Willmann 1931.  Heteroppia orthodactyla ingår i släktet Heteroppia och familjen Oppiidae. Inga underarter finns listade i Catalogue of Life.